# Dale Lewis

Zawodnik Oklahoma Sooners

Dale Folsom Lewis (ur. 29 sierpnia 1933 w Little Black, zm. 30 sierpnia 1997 w Oklahoma City) – amerykański zapaśnik walczący w stylu klasycznym. Dwukrotny olimpijczyk. Dziewiąty w Melbourne 1956 i jedenasty w Rzymie 1960. Walczył w wadze ciężkiej.
Odpadł w eliminacjach mistrzostw świata w 1961. Triumfator igrzysk panamerykańskich w 1959 roku.
Zawodnik Rib Lake High School i University of Oklahoma. Dwa razy All-American w NCAA Division I (1960-1961); pierwszy w 1960 i 1961 roku.

## Letnie Igrzyska Olimpijskie 1956
| Konkurencja           | Rundy eliminacyjne       | Rundy eliminacyjne         | Klas. końcowa |
| Konkurencja           | Przeciwnik I             | Przeciwnik II              | Miejsce       |
| --------------------- | ------------------------ | -------------------------- | ------------- |
| +87 kg styl klasyczny | Bertil Antonsson (SWE) P | Taisto Kangasniemi (FIN) P | 9.            |

## Letnie Igrzyska Olimpijskie 1960
| Konkurencja           | Rundy eliminacyjne   | Rundy eliminacyjne        | Klas. końcowa |
| Konkurencja           | Przeciwnik I         | Przeciwnik II             | Miejsce       |
| --------------------- | -------------------- | ------------------------- | ------------- |
| +87 kg styl klasyczny | István Kozma (HUN) P | Adelmo Bulgarelli (ITA) P | 11.           |